# Oostelijke franjeaap
De oostelijke franjeaap, oostelijke colobus, guereza of gewone guereza (Colobus guereza), synoniem met (Colobus abyssinicus), is een primaat uit de familie der apen uit de Oude Wereld (Cercopithecidae). Hij wordt ook wel gewone franjeaap, Oost-Afrikaanse franjeaap, oostelijke zwart-witte colobus, noordelijke franjeaap of bergguereza genoemd.

## Uiterlijk

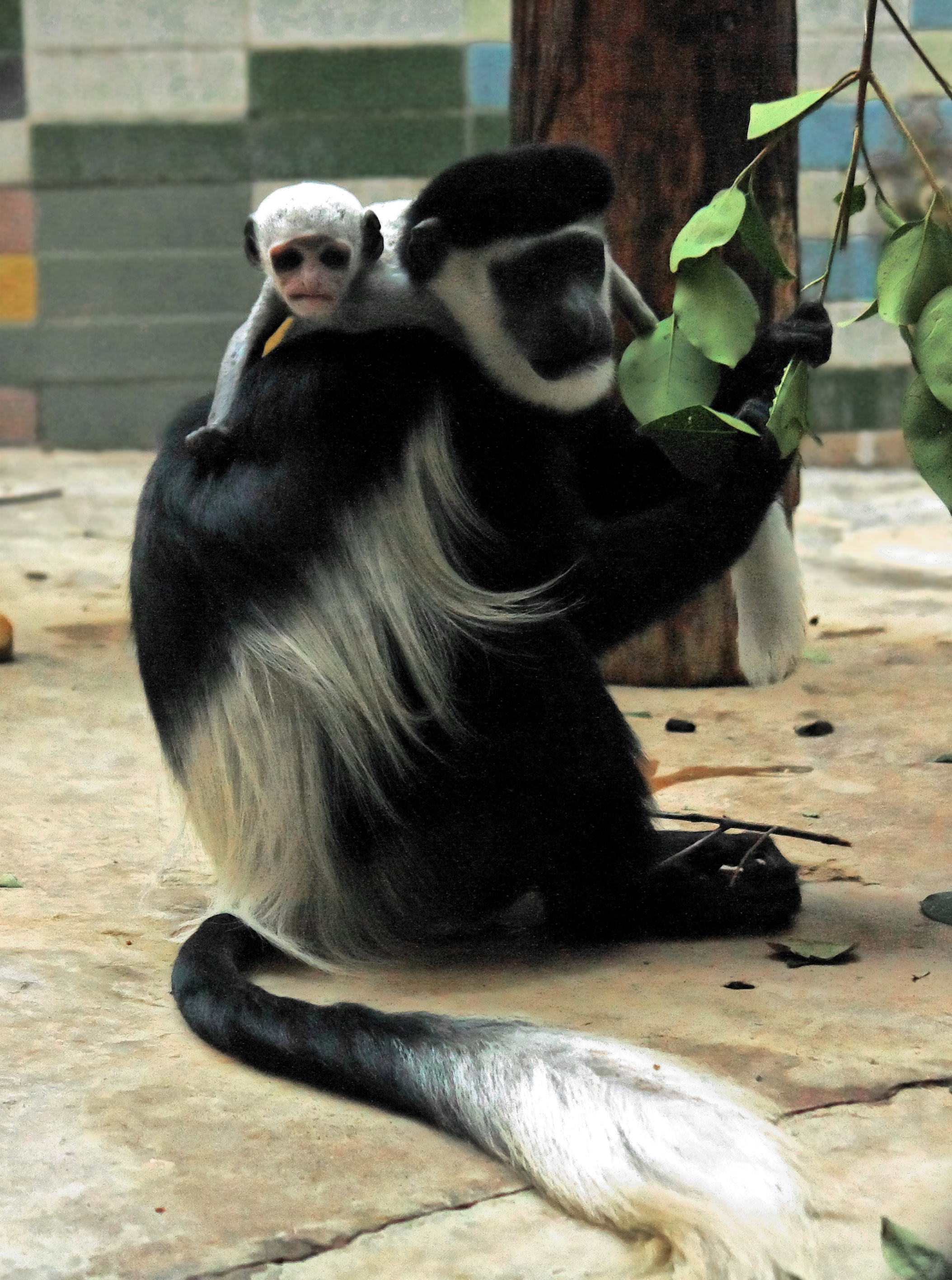
In ZOO Shanghai

De oostelijke franjeaap heeft een zwart-witte vacht. De poten, rug en kroon zijn zwart, evenals het kale gezicht en de oren. De wangen, baard, keel en hals zijn wit, evenals de staartpluim en de mantel. Het haar rond het gezicht is wit en vrij kort in vergelijking met andere franjeapen. De mantel, bestaande uit lange, witte haren, loopt van de schouders tot de onderrug. De staart is lang (65 tot 90 centimeter) en vol. Franjeapen worden 10 tot 23 kilogram zwaar. Mannetjes zijn groter dan vrouwtjes. Het mannetje wordt 54 tot 75 centimeter lang, het vrouwtje 48 tot 65 centimeter.
De oostelijke populaties hebben een dikkere vacht en een wittere staart en mantel, de noordelijke populaties hebben een dunnere vacht en een zwarte staartwortel en schouders.

## Verspreiding en leefgebied
Hij komt voor in bosrijke gebieden, van tropische laaglandregenwouden tot hoog in de bergwouden. Ook leeft hij in met acacia's begroeide galerijbossen langs oevers van rivieren en in bossavannes. De franjeaap is te vinden in de laaglanden van Oost-Nigeria tot Kenia. Geïsoleerde populaties leven in de bergen van Oost-Afrika (Noord-Tanzania, Centraal- en West-Kenia en Oeganda) en Ethiopië.

## Gedrag
De franjeaap is een dagdier. Hij leeft vooral in bomen. Ze komen zelden op de grond en springen van boom tot boom door hun leefgebied. Hierbij kunnen ze grote afstanden overbruggen.
Het leefgebied beslaat meestal zo'n 15 hectare per groep. Een groep bestaat uit drie tot twaalf dieren, bestaande uit een dominant mannetje, drie tot vier vrouwtjes en hun jongen. Soms leven er ook andere mannetjes in de groep, die lager in de hiërarchie staan. Vrouwtjes blijven voor het leven bij een groep. De jongen worden door meerdere vrouwtjes verzorgd. Door vlooien wordt de band verstevigd.
Mannetjes wisselen regelmatig van groep, waarbij volwassen mannetjes soms worden weggejaagd door de jongere dieren. Als twee groepen elkaar tegenkomen, uiten de mannetjes agressief gedrag, waarbij ze naar elkaar schreeuwen, springen, elkaar achternagaan en soms vechten. Het is echter ook waargenomen dat twee groepen vredig naast elkaar drinken. Het is waargenomen dat de mannetjes 's nachts en vroeg in de ochtend luid brullen, waarschijnlijk om andere groepen op een afstand te houden.
Pasgeboren jongen zijn geheel wit met een roze gezicht. Mannetjes zijn na zes jaar geslachtsrijp, vrouwtjes na vier jaar.

## Voedsel
De oostelijke franjeaap is gespecialiseerd in het eten van bladeren. Ook eet hij vruchten, bast, zaden, peulvruchten en soms insecten. Van alle franjeapen is het de meest folivore soort, zo'n driekwart van het dieet bestaat uit bladeren. Welke planten en welke delen van de plant ze eten, wordt bepaald door concurrentie met andere soorten. In gebieden waar de oostelijke franjeaap de enige franjeaap is, hebben ze een breder dieet dan in gebieden waar het leefgebied overlapt met rode franjeapen.

## Status
De oostelijke franjeaap is vrij algemeen in het laagland en in de Oost-Afrikaanse bergwouden. In Ethiopië is het verspreidingsgebied versnipperd geraakt door jacht en houtkap. De Oost-Afrikaanse populaties worden ook bejaagd voor de vacht. Dit kan een bedreiging vormen voor het voortbestaan van enkele ondersoorten en subpopulaties.

## Taxonomie
- Soort: Colobus guereza (Oostelijke franjeaap of oostelijke colobus, guereza of gewone guereza)
  - Ondersoort: Colobus guereza caudatus
  - Ondersoort: Colobus guereza dodingae
  - Ondersoort: Colobus guereza guereza
  - Ondersoort: Colobus guereza kikuyuensis
  - Ondersoort: Colobus guereza matschiei
  - Ondersoort: Colobus guereza occidentalis
  - Ondersoort: Colobus guereza percivali